# Lawrence Lorot
Lawrence Lorot, né le 15 mai 2005 à Jinja, est un coureur cycliste ougandais.

## Biographie
Lawrence Lorot commence le cyclisme avec le soutien de 1MoreChild, une association caritative basée à Jinja,. Il s'entraîne aussi au Kénya avec l'Eliud Kipchoge Cycling Academy, une structure soutenue par l'équipe Ineos Grenadiers. Bon rouleur, il se classe deuxième du championnat d'Afrique du contre-la-montre juniors en 2023. Il représente par ailleurs son pays aux championnats du monde juniors. 
En 2024, il participe à quelques compétitions néerlandaises au printemps, sous les couleurs de Ride United. Il obtient également quelques victoires dans des épreuves kényanes. La même année, il devient champion d'Ouganda sur route, mais surtout vice-champion d'Afrique du contre-la-montre espoirs, derrière son compatriote Paul Lomuria. On le retrouve aussi au départ des Jeux africains.

## Palmarès et résultats

### Par année
- 2023
  -  Médaillé d'argent du championnat d'Afrique du contre-la-montre juniors
- 2024
  -  Champion d'Ouganda sur route
  - Kaptagat Cycling Challenge
  - Tour de Machakos  :
    - Classement général
    - 1re et 2e étapes

  -  Médaillé d'argent du championnat d'Afrique du contre-la-montre espoirs
- 2025
  - Njoroge Memorial Classic
  - 2e du championnat d'Ouganda du contre-la-montre
  - 3e du championnat d'Ouganda sur route

### Classements mondiaux
| Année           | 2024 |
| --------------- | ---- |
| UCI Africa Tour | 88e  |